# پائولو جوردانو
پائولو جوردانو (به ایتالیایی: Paolo Giordano) نویسنده ایتالیایی و برنده جایزه استرگا در سال ۲۰۰۸ است.
پائولو جوردانو در ۱۹۸۲ در تورین ایتالیا به دنیا آمد. وی یک فیزیک‌دان حرفه‌ای است و در حال نوشتن رساله دکترایش در رشته فیزیک ذرات است. وی با نوشتن اولین کتاب خود تنهایی اعداد اول توفانی در ادبیات ایتالیا برپا کرد.
«تنهایی اعداد اول» تا به حال به سی زبان ترجمه شده و میلیون‌ها نسخه از آن فروخته شده‌است.
از نویسنده هنوز کتابی به فارسی ترجمه نشده‌است.